# Bandera de Anglet
La bandera de Anglet es el premio de una regata que se celebraba en los años 90 en la localidad francesa de Anglet.

## Palmarés
| Edición | Año  | Ganador               | Segundo                | Tercero    |
| I       | 1993 | Pasajes de San Juan B | Pasajes de San Pedro B | Hernani    |
| II      | 1994 | Hernani               | Pasajes de San Juan    | Donibaneko |

- Datos: Q5718427